# Vincenzo Ferrari (artista)
Vincenzo Ferrari (Cremona, 4 ottobre 1941 – Sondalo, 11 aprile 2012) è stato un artista italiano.

## Biografia e produzione artistica

### Formazione e primo periodo artistico
Nato a Cremona nel 1941 e trasferitosi con la famiglia a Milano nello stesso anno, Vincenzo Ferrari ha compiuto i suoi studi all'Accademia di Belle Arti di Brera, dove è stato prima allievo poi assistente di Gianfilippo Usellini. Dopo la scomparsa di Usellini, nel 1971, è assistente di Domenico Manfredi nella stessa Accademia per divenire poi, negli anni successivi, titolare della cattedra di Decorazione.
Dopo le prime esperienze strettamente legate alle pittura, nel 1967 inizia la propria ricerca riferibile all'arte concettuale: nei lavori di questi anni compaiono lettere alfabetiche e scritte di cui Ferrari si serve per mettere in atto una ricerca sulla parola, al fine di indagarne la funzionalità. Le opere si presentano come una scacchiera, una scatola di sole lettere che spesso compongono diagrammi e schemi, e dove le parole vanno via via a sostituirsi alle immagini, smontando in tal modo i temi e le modalità della pittura dei primi anni, di cui tuttavia mostra sempre una certa nostalgia soprattutto nell'impostazione dei suoi lavori su scale cromatiche.
Nel 1968 sposa Laura Alvini, dalla loro unione nascerà, nel 1969, Federico Ferrari.
Nel 1969 inizia a collaborare con la prima delle due gallerie d'arte alle quali rimarrà legato per tutta la sua carriera, la Galleria Blu di Luca Palazzoli.

### Anni settanta
Se avete bisogno di immagini pensatele voi (1971) e Non ho immagini da dare (1971) sono i titoli di due opere che sanciscono in maniera esplicita la volontà dell'artista di far prevalere la parola sull'immagine, secondo "un'iconoclastia ironica e mentale" praticata dal suo concettualismo linguistico. La sperimentazione sulle scritte, soggetto principale delle opere che vanno dalla fine degli anni sessanta alla metà inoltrata degli anni settanta, permette a Ferrari di delineare un nuovo alfabeto, un linguaggio enigmatico che smonti e che permetta di vedere oltre le consolidate certezze della realtà.
L'indagine sulla parola trova valore, negli stessi anni, anche nella produzione di libri d'artista: il primo tra questi è Corso di deculturizzazione del 1971. Nel tempo ha realizzato, oltre ad una decina di edizioni, circa 200 volumi in copia unica, parte dei quali sono conservati nelle biblioteche di vari musei, tra cui il Beaubourg di Parigi e il Mart di Rovereto, e in biblioteche nazionali come la Biblioteca nazionale di Francia e la Biblioteca Nazionale Braidense.
Nel 1972 partecipa alla XXXVI Biennale di Venezia nella sezione dedicata ai libri d'artista, curata da Renato Barilli e Daniela Palazzoli e intitolata Il libro come luogo di ricerca.
Fondamentale è per lui, a partire dal 1969, l'amicizia con Vincenzo Agnetti, ma anche con altre figure importanti come Ugo La Pietra, Alik Cavaliere, Ugo Carrega con cui ha successivamente realizzato pubblicazioni, opere, installazioni a quattro mani, esposizioni.
Nel 1975 firma il Manifesto della Nuova Scrittura realizzato con vari artisti tra cui Vincenzo Accame, Magdalo Mussio, Ugo Carrega e Anna Oberto. Il Manifesto è introdotto dall'articolo di Renato Barilli intitolato Fra significante e significato.
Nel 1977 partecipa a Dokumenta di Kassel con alcuni libri d'artista.

### Anni ottanta
Continuando il lavoro sul rinnovamento del linguaggio attraverso la parola, Ferrari elabora, verso la fine degli anni settanta, una "enciclopedia del non sapere", ovvero un nuovo alfabeto composto da pittura a caratteri mobili e da ideogrammi ricorrenti come frecce, labirinti, parentesi, ellissi, solidi, sfere, mani, occhi, che, accostate tra loro in maniera sempre diversa, danno origine a infinite variazioni. L'obiettivo di Ferrari è quello di creare opere in cui le innumerevoli possibilità create dagli elementi presenti nelle sue tele vadano volontariamente a suscitare nello spettatore delle domande, degli interrogativi, con la consapevolezza però che queste non trovino una risposta. È l'ansia di conoscenza infatti, rappresentata metaforicamente dall'immagine del labirinto, a condurre l'uomo alla verità, che però, alla fine della sua ricerca, risulta essere ancora una volta una domanda: solo nel ciclo infinito di domande che si pone, l'uomo può ritenersi libero, ovvero nella non risposta. Nelle opere di questi anni Ferrari introduce lettere, frammenti d'arte, figure geometriche, labirinti, segni riscoperti, frecce che non conducono da nessuna parte accompagnate da lettere senza alcun preciso riferimento: tutti questi elementi, che in un primo momento sembrano stare tra loro in un ordine perfetto, in realtà celano l'ignoto e fanno quindi sorgere nello spettatore il bisogno di cercare una risposta, che non troverà. Fondamentale per questo pensiero risulta essere l'amicizia e il legame lavorativo che Ferrari instaura con l'artista concettuale Vincenzo Agnetti con cui condivide la volontà di smontare la realtà, le certezze e i dogmi, per andare oltre il linguaggio e la cultura dogmatica, mettendone in evidenza la profonda inconsistenza e rendendo l'uomo consapevole della limitatezza del suo sapere.
Altro artista molto importante per l'attività artistica di Ferrari è Alik Cavaliere, con il quale produce opere spesso impostate sui temi di una classicità visionaria e della nostalgia della bellezza. Nel progetto di Ferrari e Cavaliere Attraversare il tempo (1978), così come in altri loro lavori a quattro mani, il concetto del viaggio e del tempo è centrale: gli elementi che i due artisti introducono in questi lavori spaziano tra periodi storici temporalmente molto distanti tra loro: dalle figure nere tratte dai vasi achei accostate alle colonne brunelleschiane, ai segni egizi, micenei, caldei. Emerge da queste opere la volontà di recuperare da una parte un eterno presente per esplorare i "giardini della memoria". attraverso la ripresa di segni, figure e immagini della storia, dall'altra la bellezza di memoria classica recuperata tramite l'esercizio del disegno che determina la continuità con la storia dell'arte: "Pensarlo, cioè, [il tempo, ndr] non come una freccia indirizzata verso il futuro", affermava l'artista, "ma come un percorso a spirale, un eterno ritorno dove il passato riaffiora ciclicamente nel presente. La spirale rappresenta la mia idea dell'arte: un continuo cercare".
Oltre ad opere su tela o su tavola, Ferrari ha realizzato anche una serie di "carte fotografiche". Servendosi della carta fotografica dove normalmente avviene l'impressione dell'immagine, egli traccia e produce su di essa immagini ex novo. L'artista infatti non propone un analogo della realtà, come vorrebbe il mezzo fotografico, ma disegna sulla carta utilizzando direttamente i liquidi di sviluppo e fissaggio, piegando ancora una volta il tempo e la sua traccia allo spazio dell'opera.

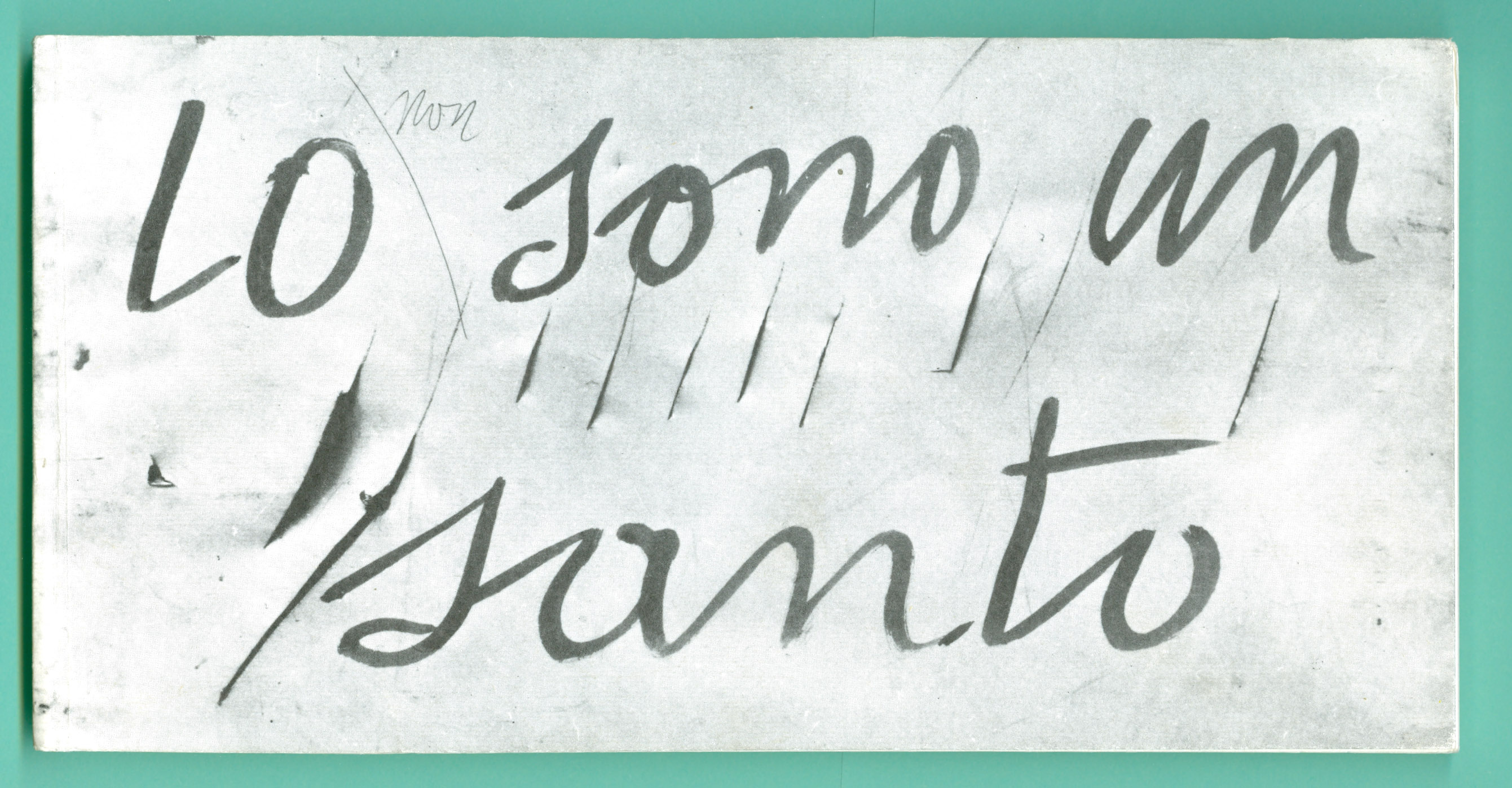
Copertina del catalogo pubblicato in occasione della mostra Lucio Fontana e l'architettura, tenutasi alla Galleria Milano nel 1980. Mostra e progetto di catalogo a cura di Carla Pellegrini e Vincenzo Ferrari.

Nel 1980 partecipa alla mostra collettiva Documento, opera, ricerca, tenutasi presso la Galleria Milano di Milano di Carla Pellegrini. Con la gallerista stringerà un profondo rapporto professionale e umano, che durerà per tutta la vita e che tradurrà nella collaborazione per l'ideazione e l'allestimento di mostre, sue e di altri autori.
Nel 1980 è invitato a partecipare a un progetto speciale della Biennale di Venezia, intitolato Cronofotografie, dove si occupa del coordinamento del settore dedicato alla memoria, collocato in un'ampia stanza dove sono esposti una serie di libri realizzati da Ferrari e da altri artisti, dietro suo invito.
Nel 1982 firma Il Piccolo Manifesto dell'Artescrittura realizzato con Ugo Carrega, Magdalo Mussio e Luca Patella.
Nel corso della propria attività artistica, Ferrari si è anche dedicato alla pratica della scenografia: da menzionare le scenografie per la Fenice di Venezia e per il Salone Pier Lombardo. Ha inoltre realizzato due cortometraggi dal titolo Bang e Buco tuttora depositati presso l'Archivio Cinematografico del Museo di Arte Moderna di San Paolo del Brasile.

### Anni novanta e primi anni duemila
Negli anni novanta, Ferrari torna alla pittura, elaborando un'arte più figurativa per esprimere il dubbio e l'incertezza, temi a lui cari fin dagli albori della sua carriera.
In particolare sviluppa il tema della banalità, riproposto in molte delle sue opere di questo periodo. Nel 1996 prende parte alla mostra collettiva Il classico e la metamorfosi, presso la Fondazione Stelline di Milano.
Nel 1997 è coinvolto in un incidente automobilistico a causa del quale non sarà più in grado di realizzare in autonomia le sue opere. Grazie alla collaborazione dei suoi aiutanti, però, il suo lavoro artistico prosegue, continuando ad esserne l'artefice dell'ideazione e della progettazione, incrementando la produzione di libri d'artista. Nel 2001 la galleria milanese Il Mercante di Stampe e la Galleria Libreria Derbylius di Carla Roncato gli dedicano due mostre personali. Presso quest'ultimo spazio tra il 2003 e il 2008 sarà ospite fisso di Leggere non leggere... libro d'artista e oltre.
Dopo la prima mostra nel 1972, la Galleria Blu torna a dedicargli nel 2007 una mostra personale: Carte d'identità presenta alcuni lavori, tra cui tre installazioni, che ancora una volta indagano il tema della memoria, del ricordo e delle tracce. In occasione della mostra è stato realizzato un libro d'artista, integrato da un testo di Elena Pontiggia, dal titolo Carte d'identità.
Nel 2011 la Galleria Blu lo coinvolge in due collettive: Fuoco sacro, la mostra in cui opere di grandi maestri vengono accostate e integrate dai lavori di Claudio Costa, Guido Biasi e Vincenzo Ferrari, e Biasi - Costa- Ferrari. Lo spazio della memoria, mostra incentrata, come già il titolo allude, sul tema della memoria, tema che accomuna il lavoro e la poetica dei tre artisti.
Nello stesso anno, avrà una personale alla Galleria Milano intitolata Lo spazio del tempo, dove presenta anche un nuovo progetto editoriale intitolato La Traccia.
A causa dell'aggravarsi delle sue condizioni di salute, Vincenzo Ferrari muore a Sondalo nell'aprile del 2012.
Nel 2018 la Galleria Milano inaugura una mostra intitolata Vincenzo Ferrari. I significati e l'ambiguità, curata da Elena Pontiggia. Segue una personale nella Sala Ristorante dell'Università Bocconi, realizzata in collaborazione con la stessa Galleria Milano.

## Esposizioni

### Principali mostre collettive
- 1971 Premio Pascali, Pescara, secondo classificato
- 1972 XXXVI Biennale di Venezia
- 1973 Triennale di Milano
- 1974 Joanneum Museum, Graz
- 1974 Museo d'Arte Moderna, Stoccolma
- 1974 Museo d'Arte Moderna, San Paolo del Brasile
- 1975 Centro Universitario Cairoli, Pavia
- 1977 Documenta 6, Kassel
- 1978 Galleria d'arte moderna di Bologna
- 1978 War Memorial College, Sidney
- 1978 Fortezza da Basso, Firenze
- 1979 Rotonda della Besana, Milano
- 1979 Sala d'arte contemporanea, Alessandria
- 1980 Biennale Internazionale d'Arte di Venezia
- 1980 Palazzo Carignano, Torino
- 1981 Palazzo delle Esposizioni, Roma
- 1981 Rotonda della Besana, Milano
- 1981 Biblioteca nazionale di Francia
- 1983 Palazzo Reale (Milano)
- 1983 British Council, Londra
- 1984 Hayward Gallery, Londra
- 1984 Galleria d’Arte Contemporanea Taipei, Taiwan
- 1985 Esposizione Universale, Tsukuba
- 1985 Kunsthaus, Berna
- 1985 Kunstmuseum, Stoccarda
- 1986 XLII Biennale Internazionale d'Arte di Venezia
- 1986 XI Quadriennale d’Arte, Roma
- 1987 Arte di gruppo, Kassel
- 1993 Sala Napoleonica Accademia di belle arti di Brera, Milano - con Alik Cavaliere
- 1995 Sala Napoleonica Accademia di belle arti di Brera, Milano
- 1996 Fondazione Stelline, Milano
- 1997 Museo del Risorgimento, Roma
- 1997 Palazzo Branciforte, Palermo
- 1997 Quadriennale, Roma
- 1997 Museo d'Arte Moderna, Trento
- 1999 Museo d'Arte Moderna, Bolzano
- 2000 Quadriennale, Roma
- 2001 Fondazione Stelline, Milano
- 2002 Pac, Milano
- 2004 Casa del Mantegna, Mantova
- 2008 Mart, Rovereto
- 2008 Galleria d'Arte Moderna, Gallarate

### Principali mostre personali
- 1967 Galerie Clasing, Münster
- 1971 Galleria La Bertesca, Genova
- 1972 Galleria Blu, Milano - con Ugo La Pietra
- 1972 Galleria Il Modulo, Milano
- 1974 Mercato del Sale, Milano
- 1975 Galleria Il Canale, Venezia
- 1976 Mercato del Sale, Milano
- 1977 Galleria il Falconiere, Ancona
- 1978 Galleria Solferino, Milano
- 1978 Mercato del Sale, Milano
- 1979 Galleria Inoltre, Monza
- 1979 Villa Olmo, Como
- 1980 Mercato del Sale, Milano
- 1982 Mercato del Sale, Milano
- 1985 Mercato del Sale, Milano
- 1986 Galleria Bassanese, Trieste
- 1987 Mercato del Sale, Milano
- 1988 Galleria Milano, Milano
- 1990 Galleria Morra, Napoli - con Ugo Carrega
- 1990 Galleria Milano, Milano - con Alik Cavaliere
- 1990 Mercato del Sale, Milano
- 1995 Galleria Niccoli, Parma
- 1996 Arte Centro, Milano
- 1996 Studio Lattuada, Milano
- 2001 Fondazione Stelline, Milano
- 2001 Galleria Tabanelli, Milano
- 2007 Galleria Blu, Milano
- 2009 Università Bocconi, Milano
- 2011 Galleria Milano, Milano
- 2013 Galerie Michael Hasenclever, Monaco
- 2013 Galleria Blu, Milano
- 2018 Galleria Milano, Milano